# Șorecar mare
Șorecarul mare (Buteo rufinus) este o pasăre de pradă răspândită în mai multe părți ale Eurasiei și în Africa de Nord. Această specie este răspândită din sud-estul Europei până în Africa de Est și în partea de nord a subcontinentului indian.

## Taxonomie
Este un membru al subfamiliei Buteoninae, cu aproape 30 de specii (unul dintre cele mai diverse genuri de răpitoare diurne), s-a răspândit prin Eurasia și Africa, relativ recent în istoria evolutivă a subfamiliei. Cea mai asemănătoare specie existentă și considerată cândva atât ca fiind conspecifică, cât și ca făcând parte dintr-o superspecie este șorecarul mongol. Cu toate acestea, un studiu genetic a indicat că șorecarul mare și șorecarul mongol nu au o relație genetică puternică și că speciile sunt, în general, alopatrice. Șorecarul mongol are arealul învecinat cu șorecarul mare din Tarbagatay până în nord-vestul Mongoliei, la sud de Dzungaria. Au fost găsite dovezi ale unei hibridizări extinse între cele două specii.
Există două subspecii recunoscute:
- Buteo rufinus rufinus – subspecia nominalizată; se reproduce în Eurasia, fiind distribuită în Balcani, la est de Mongolia și India; iernează în mai multe zone din Asia de Sud și Africa.
- Buteo rufinus cirtensis – Africa de Nord, din Mauritania spre est până în Egipt și Peninsula Arabică.

## Descriere

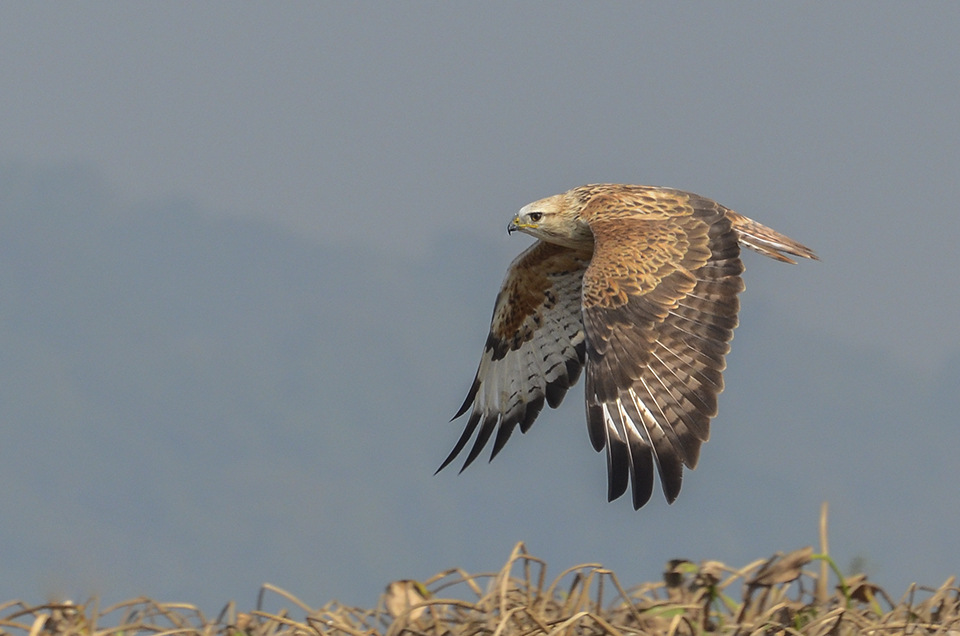
Este una dintre cele mai mari specii din genul Buteo

Aceasta este una dintre cele mai mari specii din genul Buteo. Doar două specii, șorecarul mongol (Buteo hemilasius) și șoimul ruginiu (Buteo regalis), depășesc în mod notabil greutatea medie și maximă a șorecarului mare sau ating o anvergură a aripilor similară. Lungimea poate varia între 50 și 66 cm, iar anvergura aripilor între 112 și 163 cm. Anvergura medie a aripilor poate fi de aproximativ 145 cm, anvergura aripilor rivalizând cu siguranță cu cea a șorecarului mongol ca fiind cea mai mare dintre toți Buteo.
Prezintă dimorfismul sexual de mărime tipic în favoarea femelelor, deoarece acestea pot fi cu până la 15% mai mari și pot fi în medie cu până la 30% mai grele. Masa corporală medie a masculilor este de 1,035 kg, în timp ce media la femele este de 1,315 kg. Această specie este considerată în același timp relativ puternică și agresivă pentru grupul său taxonomic, precum și un răpitor relativ lent în general.

## Hrană
Deși este adesea descris ca fiind leneș, șorecarul mare pare, în majoritatea relatărilor, a fi un prădător destul de activ și puternic. Această specie vânează adesea năpustindu-se asupra prăzii neatente de pe o varietate de postamente de observație. La fel ca mulți Buteo, vânează în mod regulat nemișcați, folosind locuri înalte de observație, petrecând perioade lungi de timp scanând solul. De asemenea, urmăresc prada în timp ce stau pe sol, uneori chiar la intrarea în vizuina prăzii. Are o dietă destul de tipică pentru un Buteo, având o dietă oportunistă generalistă în general, dar cu o preferință pentru mamiferele mici. De asemenea, vânează un număr mare de reptile, de la dimensiuni destul de mici la destul de mari. Mai multe tipuri de pradă secundare includ păsări, insecte, alte nevertebrate și, foarte rar, alte tipuri de vertebrate.
Prăzile de bază, adică vertebratele, se încadrează în general în masa corporală între 20 g și 1,5 kg. Căutarea de hoituri nu este neobișnuită la țorecarul mare, fiind raportată pe scară largă pe cadavre de câine (Canis lupus familaris) în România, cu toate acestea, cadavrele par a fi ingerate în mod regulat doar în timpul sezonului non-reproductiv. Într-un studiu făcut în Ucraina, prăzile principale au fost rozătoarele Microtus arvalis, cu o greutate medie estimată la 25 g și reprezentând 48,4% din dietă ca număr și 12,59% din biomasă, precum și șobolanul Spalax microphthalmus și șobolanul Spalax zemni, ambele cu o greutate medie estimată la 215 g și reprezentând împreună 22% din dietă ca număr și 49,2% din biomasă. Alte prăzi importante au fost popândăii pătați (Spermophilus suslicus), prăzile de mamifere mai mari fiind iepurele de câmp foarte tânăr (Lepus europaeus) cu 500 g și hârciogii europeni adulți (Cricetus cricetus) cu 443 g, în medie.

## Galerie

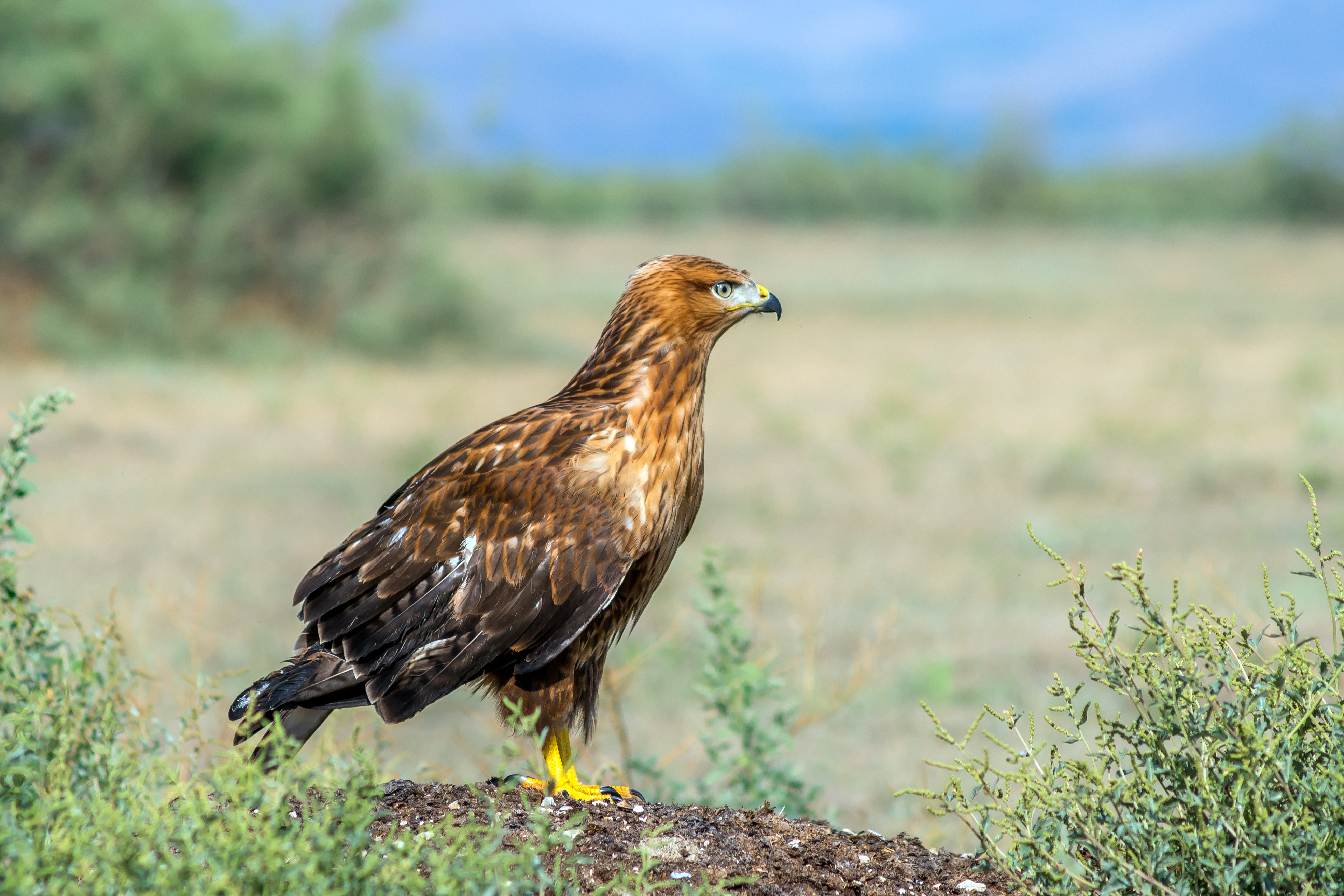
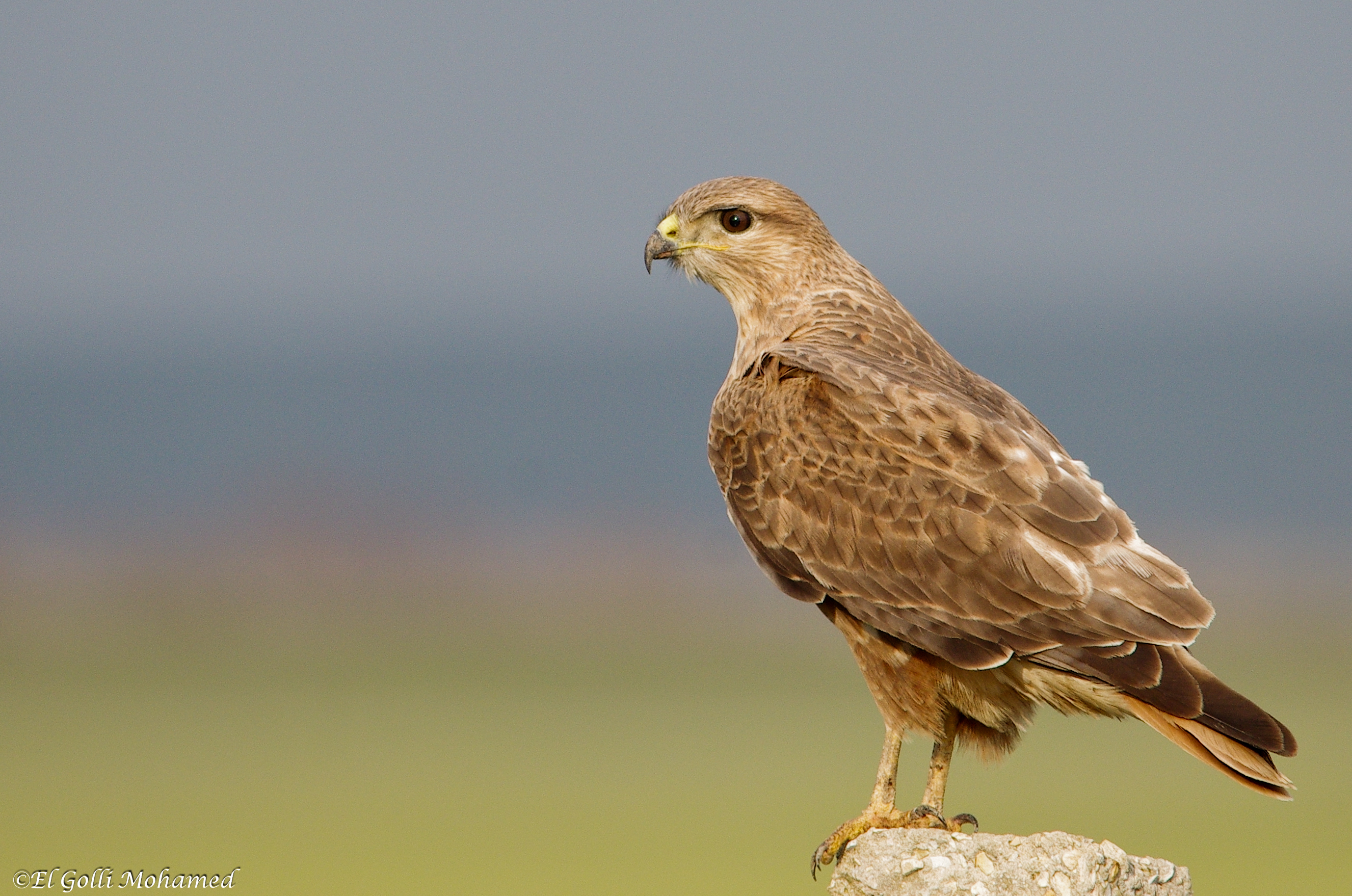
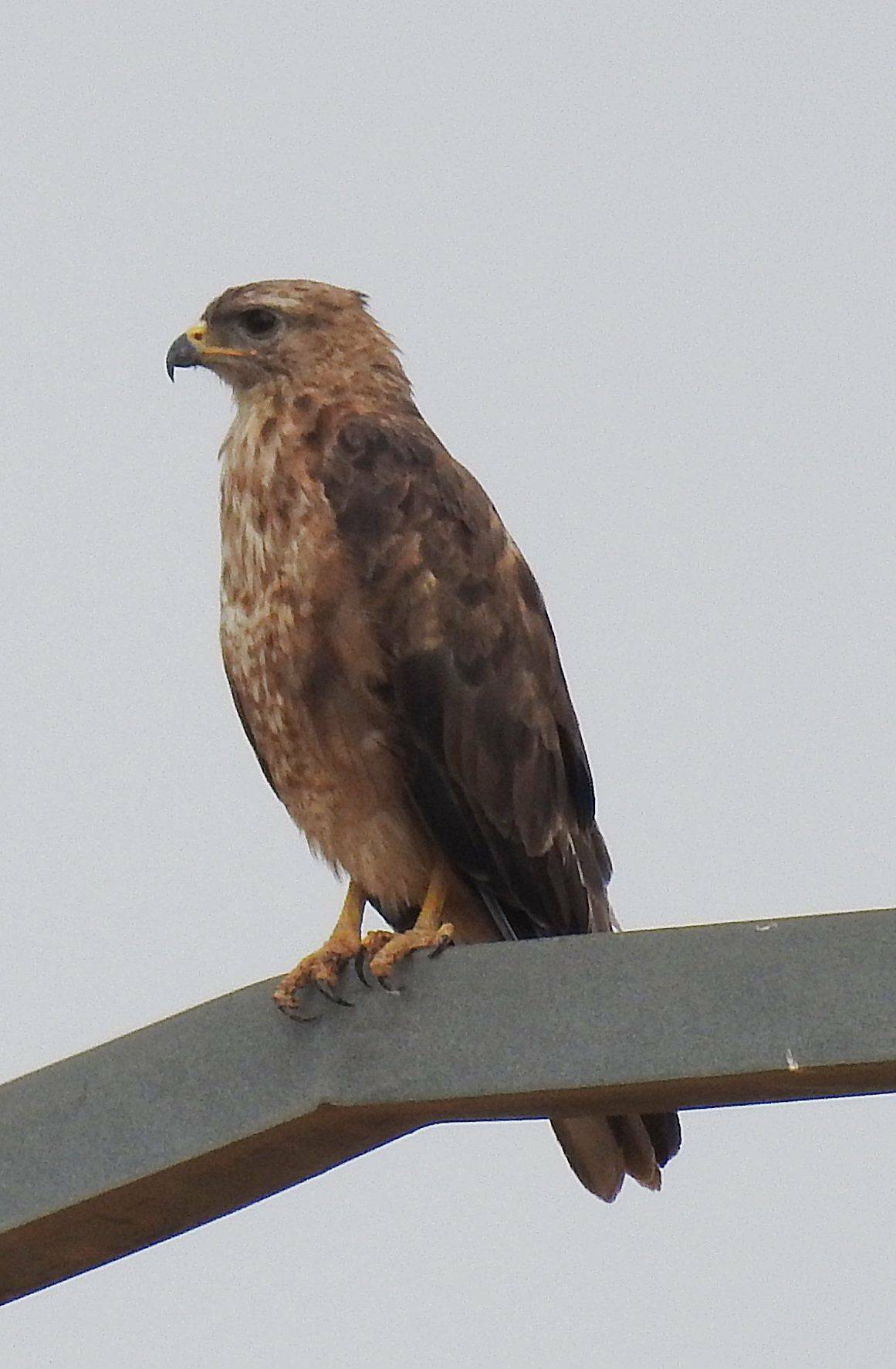
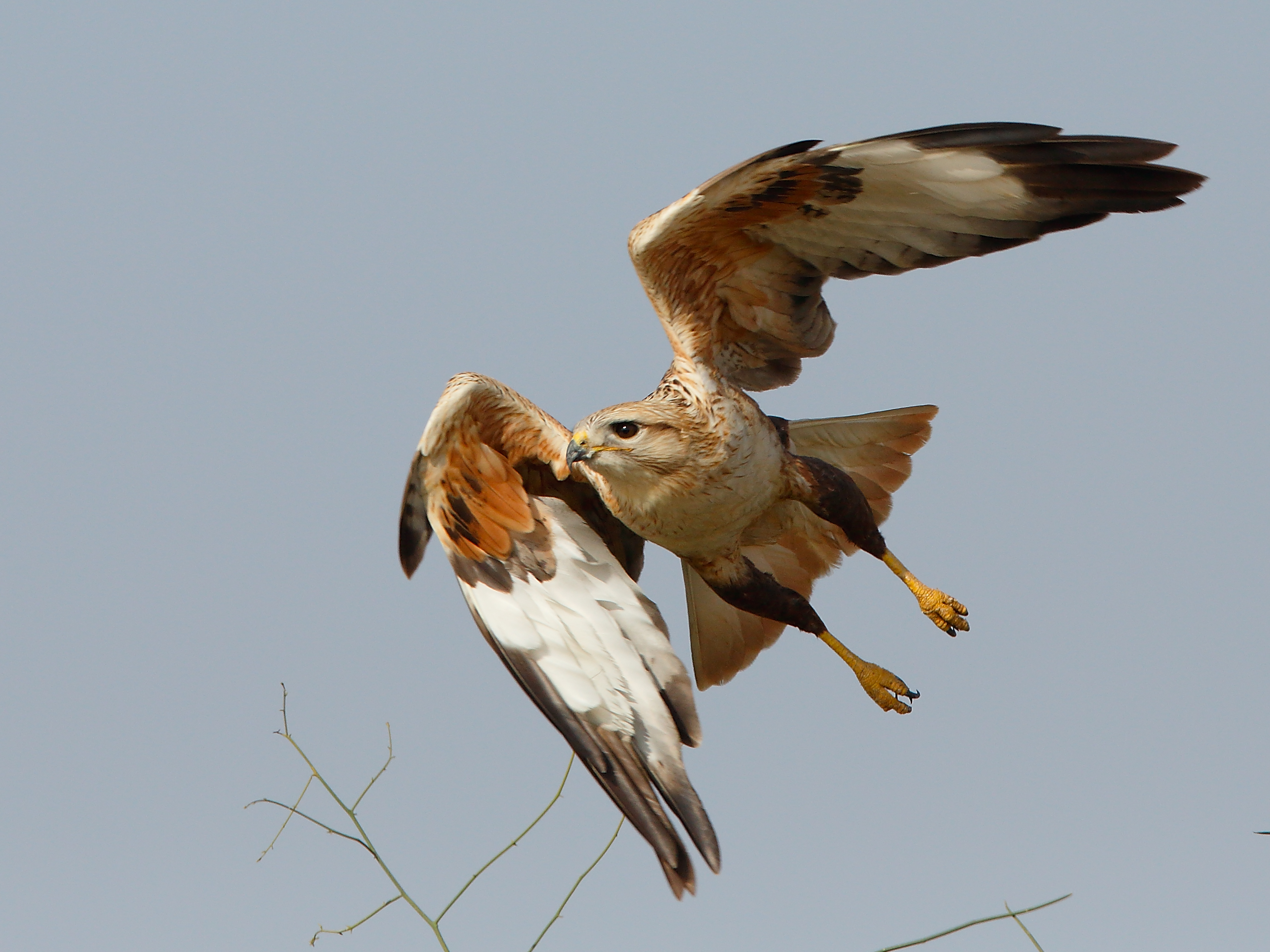